# Ústřední kontrolní a zkušební ústav zemědělský
Ústřední kontrolní a zkušební ústav zemědělský (ÚKZÚZ) je správní úřad České republiky podřízený Ministerstvu zemědělství. Je organizační složkou státu a účetní jednotkou. Sídlem ústavu je Brno, jeho činnost je zabezpečována na pracovištích na území celé České republiky.

## Zaměření ústavu
Ústav provádí správní řízení, odborné a zkušební úkony, kontrolní a zkušební činnosti v těchto oblastech:
- hnojiva, pomocné půdní látky, pomocné rostlinné přípravky a agrochemické zkoušení půd
- krmiva
- odrůdy, osiva a sadba
- ochrana práv k odrůdám rostlin
- odborné státní kontroly a zkoušení geneticky modifikovaných organismů
- vinohradnictví
- ochrana chmele

Dále se ústav zabývá:
- vývojem a ověřováním laboratorních postupů, metod zkoušení, prováděním a vyhodnocováním vegetačních a biologických zkoušek
- metodickým vedením osob provádějících odborné a zkušební úkony
- organizováním mezilaboratorních zkoušek
- monitoringem znečišťujících látek v krmivech, půdě a ve vstupech do půdy
- monitoringem intenzivně obhospodařovaných sadů
- odbornými posudky

## Legislativa
ÚKZÚZ je zřízen zákonem č. 147/2002 Sb.

## Pracoviště ÚKZÚZ
- Brno
- Čáslav
- Dobřichovice
- Havlíčkův Brod
- Hradec nad Svitavou
- Chrastava
- Chrlice
- Jaroměřice nad Rokytnou
- Lednice
- Lípa
- Lysice
- Oblekovice
- Olomouc
- Opava
- Planá nad Lužnicí
- Plzeň
- Praha
- Přerov nad Labem
- Pusté Jakartice
- Staňkov
- Tršice
- Uherský Ostroh
- Úštěk
- Věrovany
- Vysoká u Příbramě
- Závišín
- Žatec